# Gloria Romero (Schauspielerin)

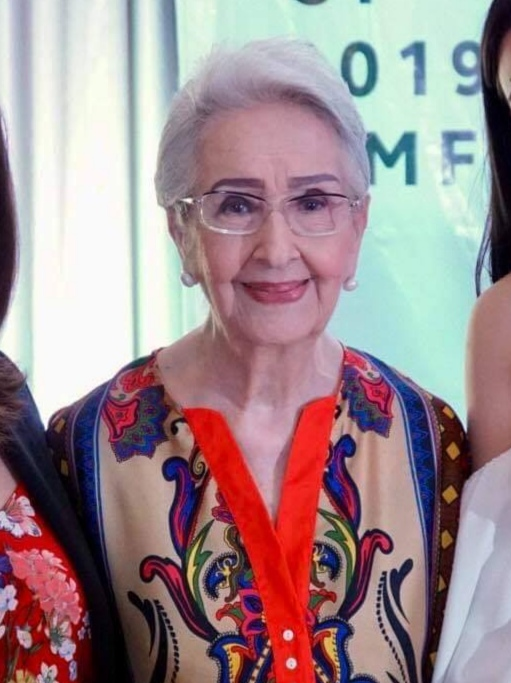
Gloria Romero (2019)

Gloria Anne Borrego Galla, besser bekannt als Gloria Romero (* 16. Dezember 1933 in Denver; † 25. Januar 2025 in Manila), war eine philippinische Schauspielerin.
Sie wirkte in mehr als 250 Filmen mit und zeichnete sich durch einen anspruchsvollen Spielstil aus, der ihr die ehrenwerte Bezeichnung als „Königin des philippinischen Kinos“ einbrachte. Rainbow’s Sunset (2018) war ihr letzter Filmauftritt.

## Filmografie (Auswahl)
- 1954: Dalagang Ilokana
- 1965: Iginuhit ng Tadhana: The Ferdinand E. Marcos Story
- 2000: Tanging yaman
- 2009: Fuschia
- 2014–2016: The Half Sisters (Fernsehserie)
- 2017–2018: Kambal, Karibal (Fernsehserie)
- 2018: Rainbow’s Sunset